# Crenicichla lucenai
Crenicichla lucenai es una especie de pez perciforme de agua dulce que integra el género Crenicichla de la familia de los cíclidos. Habita en aguas templado-cálidas del sur del Brasil.

## Distribución geográfica
Este pez habita en el centro-este de América del Sur. Se distribuye de manera endémica en el estado de Río Grande del Sur, Brasil, en los municipios de Bom Jesus, São Francisco de Paula y Cambará do Sul, en el curso superior del río das Antas, afluente del río Yacuí, un integrante de la cuenca de la laguna de los Patos.
Ecorregionalmente es un endemismo de la ecorregión de agua dulce  laguna dos Patos.

## Taxonomía y especies similares

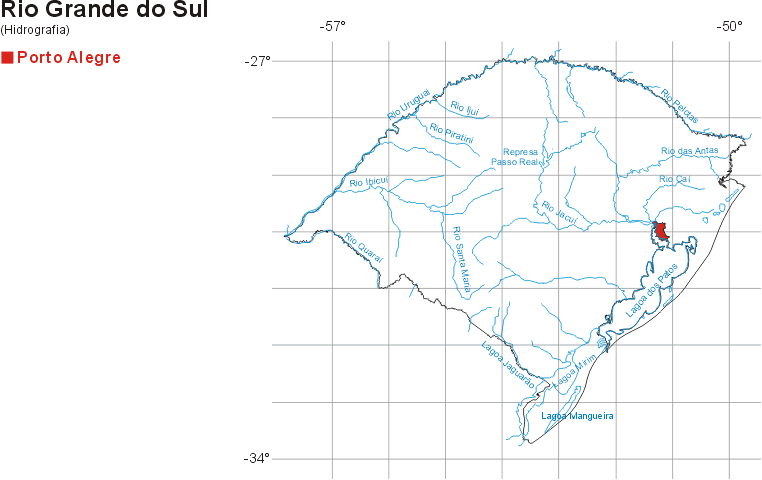
Mapa hidrográfico de Río Grande del Sur, donde se observa, en el sector superior derecho, el curso del río das Antas, cuyo tramo superior es el hábitat exclusivo de esta especie.

Fue originalmente descrita en el año 2014 por los ictiólogos José L. Mattos, Ingo Schindler, Felipe P. Ottoni y Morevy M. Cheffe. Pertenece al grupo ‘‘C. punctata’’.
Localidad y ejemplar tipo
El holotipo es el catalogado como: UFRJ 7930; se trata de un ejemplar adulto que posee 144,4 mm de longitud. La localidad tipo indicada es: río das Antas, Passo do Gabriel, Municipio de Bom Jesus, estado de Río Grande del Sur, Brasil. Fue colectado el 9  de septiembre de 2004, por  M. Cheffe y L. Rosa.
Especies similares
Su notorio patrón cromático (único dentro del género) compuesto por líneas irregulares de color marrón, las cuales se extienden desde la faja longitudinal hasta el perfil ventral, permite distinguir a Crenicichla lucenai de las dos especies similares del mismo grupo las cuales habitan en la misma cuenca —y que exhiben ausencia de líneas irregulares—: C. maculata y C. punctata. De esta última además, también puede ser diferenciada por la ausencia de máculas en los lados de la cabeza.
Etimología
Etimológicamente el nombre genérico Crenicichla se construye con la palabra en latín crenulatus, que significa ‘cortante’, y el vocablo kichle palabra que en idioma griego se utiliza para denominar comúnmente a las especies de ‘lábridos’, familia de coloridos peces marinos de aspecto similar al de las creniciclas. El término específico lucenai es un epónimo que refiere al apellido del ictiólogo Carlos Lucena rindiéndole honor por sus contribuciones en la taxanomía y sistemática del  género Crenicichla.